# Marion Huber (Leichtathletin)
Marion Huber von Appeln (* 26. September 1930) ist eine ehemalige chilenische Hürdenläuferin und Sprinterin.
Bei den Olympischen Spielen 1948 in London schied sie über 80 m Hürden und in der 4-mal-100-Meter-Staffel jeweils im Vorlauf aus.
Über 80 m Hürden gewann sie jeweils Silber bei den Leichtathletik-Südamerikameisterschaften 1949 in Lima und bei den Panamerikanischen Spielen 1951 in Buenos Aires.
1952 holte sie bei den Südamerikameisterschaften in Buenos Aires eine weitere Silbermedaille über 80 m Hürden, scheiterte jedoch bei den Olympischen Spielen in Helsinki in dieser Disziplin erneut in der ersten Runde.